# Венгерско-сербские отношения
Венгерско-сербские отношения — двусторонние дипломатические отношения между Венгрией и Сербией. Протяжённость государственной границы между странами составляет 164 км.

## История
12 декабря 1940 года Венгрия подписала Договор о вечной дружбе с Югославией, однако затем приняла участие во вторжении стран «оси» в эту страну, что стало причиной самоубийства премьер-министра Венгрии Пала Телеки. В 2013 году произошло историческое примирение между Венгрией и Сербией: президент Венгрии Янош Адер выступил перед Народной скупщиной Республики Сербии, где принёс официальные извинения за участие венгров в геноциде сербов во время Второй мировой войны, в том числе за резню в Нови-Саде. В свою очередь, в 2014 году Народная скупщина Республики Сербии признала утратившим силу закон Югославии о коллективной вине венгерского народа за преступления, совершённые во время Второй мировой войны.

## Торговля
Торговые отношения играют важную роль в экономике обеих стран. В 2015 году Сербия была 18-м наиболее важным торговым партнером Венгрии по экспорту товаров и 26-м по импорту.
| Год     | 2012      | 2013        | 2014        | 2015        |
| ------- | --------- | ----------- | ----------- | ----------- |
| Экспорт | 1 244 019 | 1 190 983 ▼ | 1 300 511 ▲ | 1 264 637 ▼ |
| Импорт  | 356 102   | 469 352 ▲   | 433 110 ▼   | 538 397 ▲   |
| Баланс  | 887 917   | 721 631     | 867 401     | 726 240     |

## Дипломатические представительства
- Венгрия имеет посольство в Белграде[7] и генеральное консульство в Суботице[8].
- У Сербии имеется посольство в Будапеште и генеральное консульство в Сегеде[9].